# Kvinna med vattenkaraff
Kvinna med vattenkaraff är en oljemålning av Johannes Vermeer från 1660–62.

## Beskrivning av målningen
I mitten av bilden finns en ung kvinna, som med höger hand öppnar ett fönster, under det att hon griper efter en karaff med vänster hand. Denna står på ett stort fat, tillsammans med ett öppet smyckeskrin på ett bord som är prytt med en rödblommig bordsduk. Bakom bordet står en stol, på vilken ligger ett blått tyg. Den unga kvinnan är klädd i en mörkblå kjol och en svartgul överdel och på huvudet har hon en vit huvudduk och över axlarna ett vitt kläde. Hennes blick är riktad ut genom fönstret.
På väggen bakom kvinnan hänger en karta över de 17 nederländska provinserna av kartografen Huyck Allart.

## Proveniens
Målningens tidiga historia är inte känd. Den förste kände ägaren var Robert Vernon i London (omkring 1801–49). Efter honom såldes den 1877, då attribuerad till Gabriel Metsu, till konsthandlaren M. Colnaghi i London. Denne sålde den vidare 1878 som en Metsu till samlaren Mervyn Wingfield i Irland (1836–1904). Senare såldes den som en Vermeer först till London och därefter till Paris. 
Den såldes av Charles Pillet i Paris 1887 till bankiren Henry Marquand i New York (1819–1902), vilken donerade den två år senare till Metropolitan Museum of Art i New York.